# Бетані-Біч (Делавер)
Бетані-Біч (англ. Bethany Beach) — місто (англ. town) в окрузі Сассекс штату Делавер США. Населення — 954 особи (2020).

## Географія
Бетані-Біч розташоване за координатами 38°32′15″ пн. ш. 75°3′51″ зх. д. / 38.53750° пн. ш. 75.06417° зх. д. (38.537592, -75.064283).  За даними Бюро перепису населення США в 2010 році місто мало площу 3,02 км², з яких 2,98 км² — суходіл та 0,04 км² — водойми.

### Клімат
| Клімат : Бетані-Біч          | Клімат : Бетані-Біч | Клімат : Бетані-Біч | Клімат : Бетані-Біч | Клімат : Бетані-Біч | Клімат : Бетані-Біч | Клімат : Бетані-Біч | Клімат : Бетані-Біч | Клімат : Бетані-Біч | Клімат : Бетані-Біч | Клімат : Бетані-Біч | Клімат : Бетані-Біч | Клімат : Бетані-Біч | Клімат : Бетані-Біч |
| Показник                     | Січ.                | Лют.                | Бер.                | Квіт.               | Трав.               | Черв.               | Лип.                | Серп.               | Вер.                | Жовт.               | Лист.               | Груд.               | Рік                 |
| Абсолютний максимум, °C      | 25,6                | 30,0                | 31,7                | 33,3                | 36,1                | 38,9                | 38,3                | 38,3                | 36,7                | 33,3                | 31,1                | 25,0                | 38,9                |
| Середній максимум, °C        | 7,2                 | 8,9                 | 12,8                | 18,3                | 23,3                | 28,3                | 30,6                | 29,4                | 26,1                | 20,6                | 15,0                | 9,4                 | 19,2                |
| Середній мінімум, °C         | −1,1                | −0,6                | 2,8                 | 7,8                 | 12,8                | 18,3                | 21,1                | 20,6                | 17,2                | 11,1                | 6,1                 | 1,1                 | 9,8                 |
| Абсолютний мінімум, °C       | −23,9               | −17,8               | −12,8               | −7,8                | 0,0                 | 4,4                 | 8,3                 | 8,3                 | 2,8                 | −3,3                | −8,9                | −17,8               | −23,9               |
| Норма опадів, мм             | 92                  | 82                  | 112                 | 91                  | 94                  | 86                  | 121                 | 120                 | 103                 | 100                 | 93                  | 98                  | 1192                |
| ---------------------------- | ------------------- | ------------------- | ------------------- | ------------------- | ------------------- | ------------------- | ------------------- | ------------------- | ------------------- | ------------------- | ------------------- | ------------------- | ------------------- |
| Джерело: The Weather Channel |                     |                     |                     |                     |                     |                     |                     |                     |                     |                     |                     |                     |                     |

## Демографія
Згідно з переписом 2010 року, у місті мешкало 1060 осіб у 566 домогосподарствах у складі 349 родин. Густота населення становила 351 особа/км².  Було 2653 помешкання (879/км²).
Расовий склад населення:
| - 99,0 % — білих - 0,4 % — азіатів - 0,2 % — чорних або афроамериканців - 0,0 % — осіб інших рас |

Частка іспаномовних становила 1,5 % від усіх жителів.
За віковим діапазоном населення розподілялося таким чином: 5,4 % — особи молодші 18 років, 48,2 % — особи у віці 18—64 років, 46,4 % — особи у віці 65 років та старші. Медіана віку мешканця становила 63,8 року. На 100 осіб жіночої статі у місті припадало 86,0 чоловіків;  на 100 жінок у віці від 18 років та старших — 88,2 чоловіків також старших 18 років.
Середній дохід на одне домашнє господарство  становив 90 067 доларів США (медіана — 73 750), а середній дохід на одну сім'ю — 100 900 доларів (медіана — 86 750). За межею бідності перебувало 2,8 % осіб, у тому числі 0,0 % дітей у віці до 18 років та 2,5 % осіб у віці 65 років та старших.
Цивільне працевлаштоване населення становило 296 осіб. Основні галузі зайнятості: науковці, спеціалісти, менеджери — 20,3 %, освіта, охорона здоров'я та соціальна допомога — 16,2 %, мистецтво, розваги та відпочинок — 14,2 %.